# Gargīrī-ye Pā'īn
Gargīrī-ye Pā'īn (persiska: گرگیری پائین, Gargarī-ye Soflá, Gargīrī-ye Pā’īn) är en ort i Iran.   Den ligger i provinsen Khuzestan, i den centrala delen av landet, 600 km söder om huvudstaden Teheran. Gargīrī-ye Pā'īn ligger 40 meter över havet och antalet invånare är 367.
Terrängen runt Gargīrī-ye Pā'īn är platt åt sydväst, men åt nordost är den kuperad.Runt Gargīrī-ye Pā'īn är det ganska tätbefolkat, med 62 invånare per kvadratkilometer. Närmaste större samhälle är Aghajari, 13,6 km norr om Gargīrī-ye Pā'īn. Omgivningarna runt Gargīrī-ye Pā'īn är i huvudsak ett öppet busklandskap.